# Tahirou Congacou
Tahirou Congacou, né en 1913 à Djougou   et mort le 15 juin 1993, est un homme politique béninois, président de l'Assemblée nationale de 1964 à 1965, ministre des affaires étrangères et président de la république du Dahomey du 29 novembre 1965 au 22 décembre 1965.

## Distinctions et décorations
- Grand officier de l'ordre national du Dahomey (1965)[5].
- Commandeur de l'ordre du Mérite du Bénin (1967)[6].
- Grand-croix de l'ordre national du Bénin (1991)[7].